# Cristián Suárez
Cristián Fernando Suárez Figueroa (San Felipe, 6 febbraio 1987) è un calciatore cileno, difensore dell'Everton de Viña del Mar.

## Caratteristiche tecniche
È un difensore centrale.

## Palmarès
- Campionato cileno: 4

Universidad de Chile: 2014 (A)